# Agia Roumeli
Agia Roumeli (griechisch Αγία Ρουμέλη (f. sg.)) ist ein Hafenort an der Südwestküste Kretas am Libyschen Meer. Verwaltungsmäßig gehört er zur Gemeinde Sfakia im Regionalbezirk Chania. Agia Roumeli ist nur über den Wasserweg oder über Wanderwege zu erreichen. Unter anderem verbindet der Europäische Fernwanderweg E4 den Ort mit Sougia im Westen und Loutro im Osten.  Bekannt ist das Dorf als Endpunkt der etwa 16 Kilometer langen Wanderung von der Omalos-Hochebene durch die drittlängste Schlucht Europas, die Samaria-Schlucht, hinunter ans Meer. Während der Hauptwandersaison im Sommer wird der kleine Ort, einst nur ein isoliertes Fischerdorf, zum Ziel tausender Tagestouristen. Nach der Wanderung werden sie von hier aus mittels Fähre westwärts Richtung Sougia und Paleochora oder ostwärts nach Chora Sfakion gebracht, um von dort aus zurück in ihre Urlaubsdomizile im Norden der Insel zu gelangen.
Im Dorf gibt es eine Erste-Hilfe-Station, einige kleinere Hotels, Restaurants, Bars und zwei Supermärkte und Souvenirläden. Auf der Schwemmebene östlich des Dorfes wird ein Hubschrauberlandeplatz unterhalten.
Außerhalb der Saison leben im Dorf nur wenige Menschen. Die Volkszählung 2021 verzeichnete 78 in Agia Roumeli gemeldete Personen. Die Versorgung wird über eine Fährverbindung zweimal pro Woche aufrechterhalten.

## Palea Agia Roumeli
Zirka zwei Kilometer schluchteinwärts liegt die ursprüngliche Siedlung Agia Roumeli, heute Palea Agia Roumeli (Παλεά Αγία Ρουμέλη ‚Alt-Agia-Roumeli‘) genannt. 1952 wurde das Dorf von einem Hochwasser stark zerstört. Nach Etablierung des Nationalparks und des neuen Dorfes am Hafen verwaiste der Ort. Die namensgebende Kirche und der Friedhof – auch für das neue Dorf – befinden sich noch immer an der alten Stätte.

## Geschichte
Einst von den Dorern als Tarrha gegründet, verfiel die Stadt seit 500 n. Chr. Ausgrabungen zeugen von römischen Spuren. Möglicherweise lag hier aber auch schon vorher, in minoischer Zeit, ein Hafen. Aus hellenistisch-römischer Zeit stammen die Mosaiken eines Apollon-Tempels, an dessen Stelle heute auf kleinerem Grundriss die Panagia-Kirche aus venezianischer Zeit steht. Die Mosaiken vor der Kirche sind für jedermann zugänglich, die Kirche selbst ist meist verschlossen.
Während der verschiedenen Besatzungszeiten durch Venezianer und Osmanen diente die nicht einnehmbare Samaria-Schlucht den Aufständischen immer wieder als Sammelpunkt. So auch 1770 unter Jannis Daskalogiannis und während des großen kretischen Aufstandes 1886. Agia Roumeli als südlicher Ausgang der Schlucht mit direktem Zugang zu einem schiffbaren Hafen war daher für die Besatzer zu jeder Zeit von großer strategischer Bedeutung.

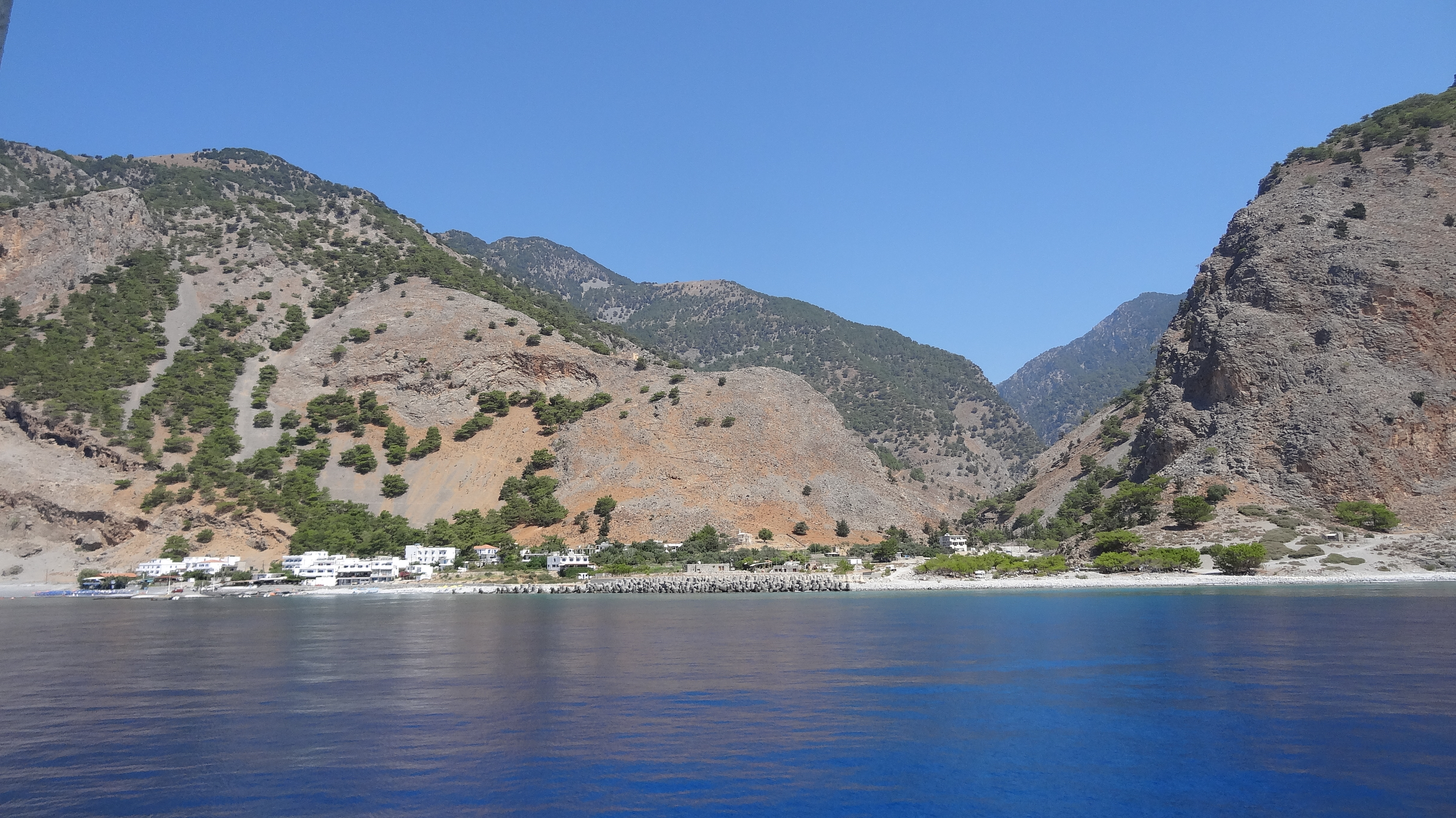
Agia Roumeli und die Samaria-Schlucht
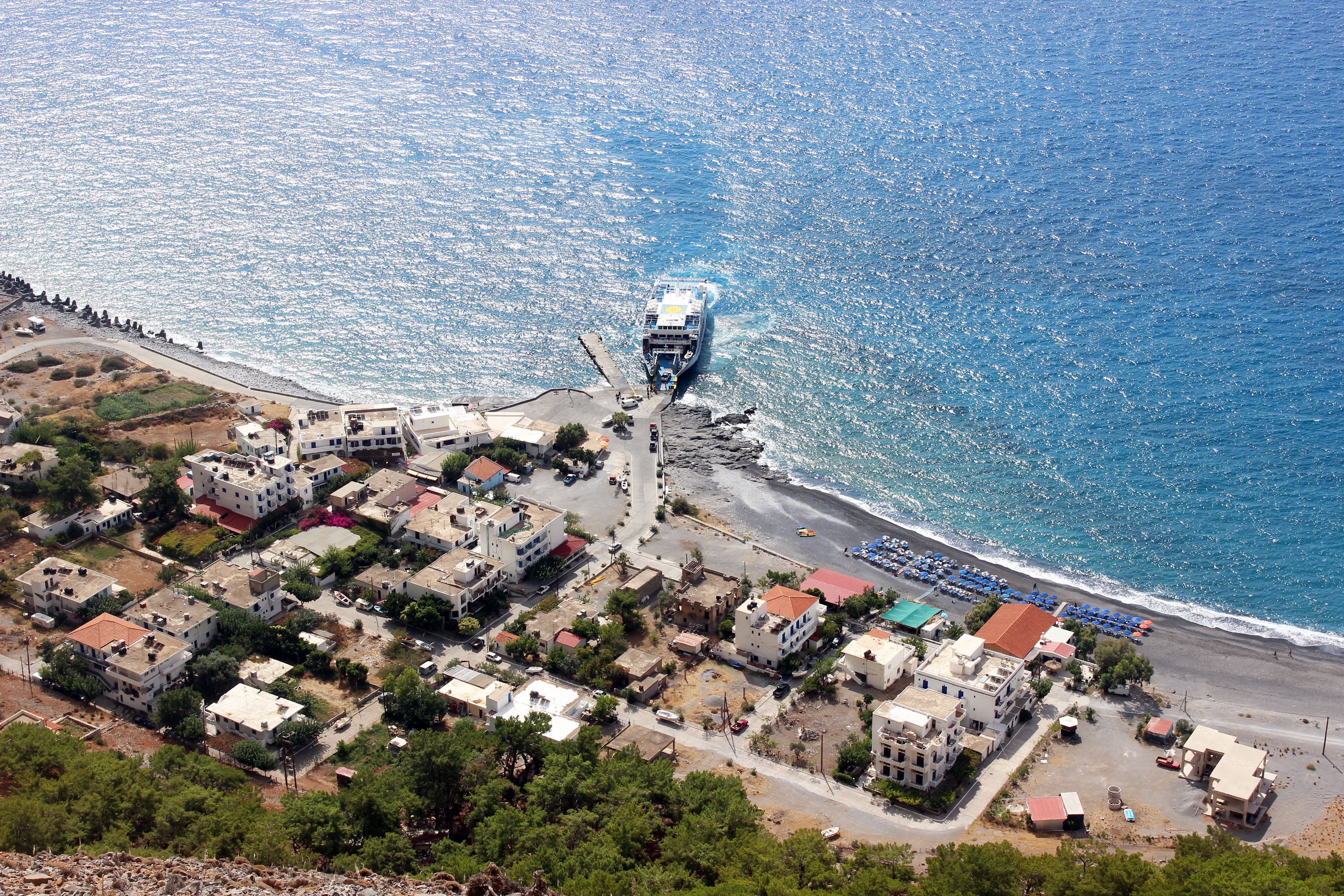
Dorf und Hafen von Agia Roumeli
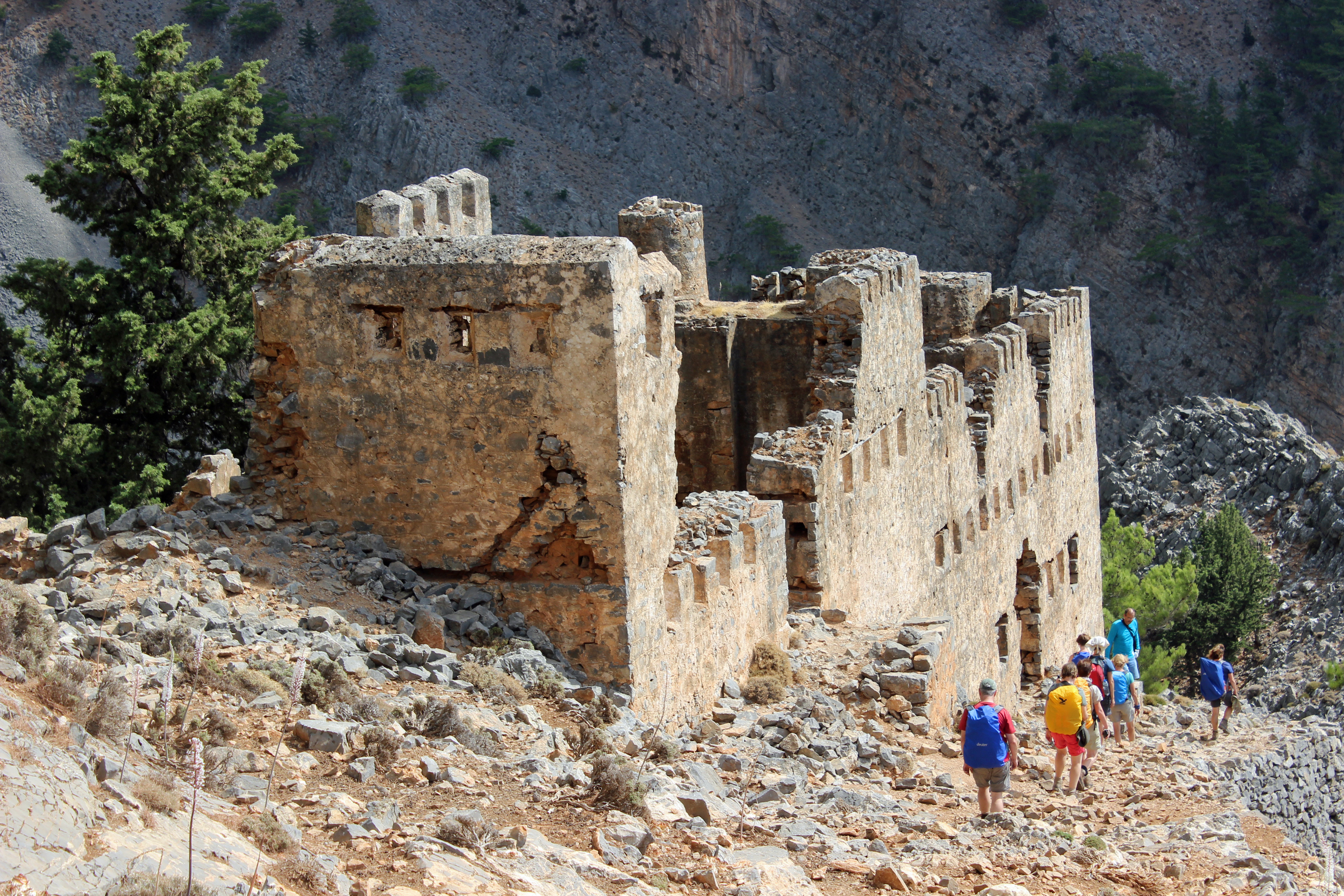
Türkische Burgruine oberhalb Agia Roumeli

Nach der endgültigen Niederschlagung der Aufstände im Jahre 1887 erbauten die Osmanen dort verschiedene Festungsanlagen. Die Ruine einer Burg, die der Überwachung des Schluchtausganges diente, ist auf dem Bergrücken in 200 Meter Höhe nördlich von Agia Roumeli erhalten. Sie ist von Süden über einen Serpentinenweg zu erreichen. Nach Norden führt ein Pfad am Hang entlang bis Alt Agia Roumeli. Von der Burg führt außerdem ein schlecht erhaltener Pfad zu einer weiteren Ruine in 530 Meter Höhe, die wahrscheinlich zu einem Aussichtsturm gehörte.